# Presbytis potenziani
O langur-das-mentawai (Presbytis potenziani) é uma espécie de primata da família Cercopithecidae. É endêmico das Ilhas Mentawai na Indonésia. Seus habitats naturais são florestas subtropicais ou tropicais secas. O langur-de-Siberut (P. siberu) foi anteriormente considerado uma subespécie de langur-das-mentawai.

## Descrição
Os filhotes de langur-das-mentawai nascem com uma pelagem branca. Após duas a três semanas, a pelagem começa a escurecer e o rosto torna-se intensamente pigmentado. Essa mudança de coloração começa na linha média dorsal e na cabeça e termina lateralmente. Após três meses, a barriga e o peito são marrom-avermelhados escuros, a garganta, as bochechas, a testa e a ponta da cauda são brancas e o resto do corpo é preto-azeviche. Os machos são diferenciados das fêmeas por possuírem uma mancha de pelo branca ao redor da genitália. Os langures-das-mentawai possuem um corpo esguio com membros posteriores mais longos que os anteriores.

## Distribuição e habitat
Os langures-das-mentawai são endêmicos das ilhas de Sipora, Pagai do Norte e Pagai do Sul. Eles habitam florestas primárias e secundárias dominadas por dipterocarpos. As árvores usadas por Presbytis potenziani como áreas de descanso têm tipicamente 35 metros (110 pé) de altura. Os langures dormem nos níveis médio-superiores dessas árvores, acima de 20 metros (66 pé), onde a densidade do dossel é mais espessa, sendo os locais mais comuns em coqueiros.

## Comportamento e dieta
Em média, grupos de langures-das-mentawai percorrem 540 metros por dia. Chuvas fortes afetam os padrões de movimento, mas chuvas leves a moderadas não. Os langures se movem correndo e escalando quadrupedalmente; eles também saltam nas porções média e superior do dossel e se deixam cair quando mais próximos do chão. As áreas de vida variam de 11 a 40 hectares. Os grupos não são migratórios. Sua organização social é variável: unimacho-unifêmea, unimacho-multifêmea, multimacho-multifêmea.
Os langures-das-mentawai passam mais de 80% do tempo descansando e forrageando e apenas uma pequena parte viajando e realizando comportamento social. Períodos tão extensos de descanso e forrageamento são necessários para os colobinos que consomem sementes, frutas verdes e folhas para auxiliar sua digestão. Machos adultos tipicamente se afastam do grupo no início da manhã e emitem chamados longos.
Os langures se alimentam na porção superior do dossel. Em algumas áreas, sua dieta consiste em 55% folhas, 32% frutas e sementes e 13% outras fontes de alimento como flores, cascas, seiva e fungos. Já grupos que forrageiam em florestas secundárias têm uma dieta de 70% frutas e sementes, complementada por vegetação do tipo "trepadeira". A amplitude de nicho de Presbytis potenziani é de 0,22, com base no Índice de Levin.

## Conservação
O langur-das-mentawai está atualmente listado como Criticamente em Perigo na Lista Vermelha da IUCN. Nos 36 anos anteriores a 2021, a população é estimada ter diminuído em 80%. As principais ameaças aos macacos são a caça por humanos para alimentação e a destruição do habitat para a agricultura. 25% da caça ao langur-das-mentawai é realizada por nativos do centro-sul de Siberut. As recomendações para conservar a espécie incluem o desenvolvimento de uma reserva da biosfera na Ilha de Siberut, a criação de uma reserva de primatas na Ilha Pagai do Sul e ilhas costeiras, uma pesquisa de primatas na Ilha de Sipora, um programa de reprodução em cativeiro para recuperar as subespécies endêmicas de primatas das Mentawai nas ilhas do sul, e o início de uma campanha de educação e aplicação da lei para evitar a caça de langures-das-mentawai.